# Порфирий Деревяшкин
Порфи́рий Кузьми́ч Деревя́шкин — старейшее дерево парка «Зауральная роща» Оренбурга.
В 2018 году в одном из уголков парка местные жители нашли старинный черный тополь высотой 27 метров. Специалисты аграрного университета при помощи дендрохронологической экспертизы установили, что ему не менее 167 лет (1856 год). Тополь был объявлен историческим артефактом, ему выдали «паспорт» мемориального растения и даже дали дереву официальное имя — Порфирий Кузьмич Деревяшкин.
О дереве стали заботиться местные жители, облагораживать территорию, проводить субботники. Вокруг дерева соорудили деревянную ограду, поставили информационный щит. Напротив дерева установили скамьи, деревянные качели для детей. Студенты кафедры дизайна ОГУ разработали проект благоустройства территории вокруг дерева.
Дерево стало известной местной достопримечательностью. Экскурсоводы включают его в свои маршруты, туристы приходят специально под ним фотографироваться. Вокруг дерева сплотились сотни неравнодушных людей — горожане, волонтёры, члены Всероссийского общества природы, ВООПИиК, представители власти.
Этот тополь и несколько других старых деревьев рощи, возможно, были высажены губернатором Эссеном. Губернатор был одним из первых, кто заботился об этом парке, провёл там дорожки, поставил фонари. В роще был и домик Эссена. Однако в 1856 году губернатором был Перовский.
В 2023 году при обсуждении генерального плана Оренбурга возникла угроза уничтожения дерева, которое могло случиться при постройке магистрали через Зауральную рощу. Но жители города отстояли дерево и парк от строительства дороги.